# Mihalesd
Mihalesd románul: Mihăiești, település Romániában, Erdélyben, Hunyad megyében.

## Fekvése
Jófőtől, Dobrától délre, Roska északi szomszédjában fekvő település.

## Története
Mihalesd, Mihályfalva neve 1439-ben tűnt fel először az oklevelekben egy Mihalfalva nevű nemes nevében.
1733-ban Mihalest, 1750-ben Myhajest, 1760–1762 között Mihalesd, 1808-ban Mihályesd, Mihajesdu, 1861-ben Mihályesd, 1813-ban Mihalesd néven írták.
1491-ben p. Mychelysth néven volt említve, mint Déva vár tartozéka és Jófő város birtoka.
A trianoni békeszerződés előtt Hunyad vármegye Marosillyei járásához tartozott.
1910-ben 487  lakosából 484 görögkeleti ortodox román volt.

## Nevezetességek

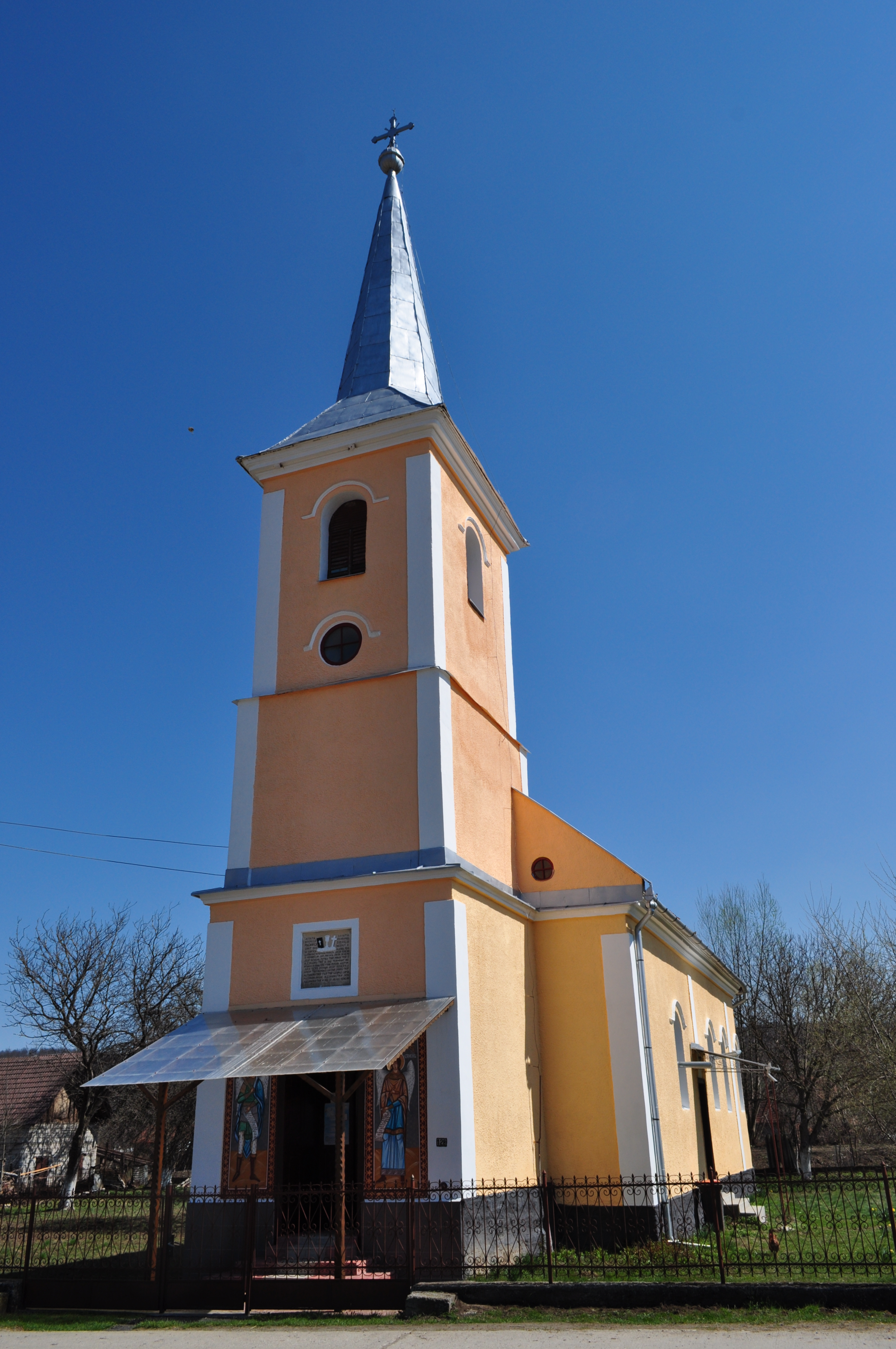
Mihalesd görögkeleti ortodox temploma

- Görög keleti ortodox temploma